# الحاج بوقاش
الحاج بوقاش (عربی: حاج بوقاش؛ زادهٔ ۷ دسامبر ۱۹۸۳) بازیکن فوتبال اهل الجزایر است.
از باشگاه‌هایی که در آن بازی کرده‌است می‌توان به باشگاه فوتبال الامارات امارات، باشگاه فوتبال مولودیه الجزایر، باشگاه فوتبال القادسیه عربستان سعودی، باشگاه فوتبال التعاون عربستان سعودی، باشگاه فوتبال النصر عربستان سعودی، و باشگاه فوتبال اتحاد الحراش اشاره کرد.
وی همچنین در تیم‌های ملی فوتبال زیر ۲۳ سال الجزایر و الجزایر بازی کرده‌است.